# Magick
Magick ist einerseits eine archaische Schreibweise des englischen Wortes für Magie (Magic), andererseits im thelemitischen Kontext eine von Aleister Crowley geprägte Schreibweise, um die eigene Magie von traditionelleren Formen derselben abzugrenzen. Der Begriff wird auch allerdings von anderen Gruppierungen ohne explizite Bezugnahme auf Crowley, beispielsweise dem Order of Nine Angles, genutzt. Diese Schreibweise wird auch für abgeleitete Wörter wie magickal (in der heutigen Standardsprache magical) oder magickally (im modernen Englisch magically) genutzt.
Crowley verstand unter Magick (zu lesen in The Equinox of the Gods und The Equinox Vol. I, No. III):
- „Die Kunst und Wissenschaft, die Welt in Übereinstimmung mit dem Willen zu formen“
- „Die Methode der Wissenschaft, das Ziel der Religion“

Er war der Ansicht, dass man nur durch die Methoden der Wissenschaft die Möglichkeit habe, seinen Wahren Willen (das Ziel der Religion) zu erreichen bzw. zu erkennen.
Anders als in den meisten anderen Weltanschauungen fordert Crowley explizit dazu auf, zu zweifeln (ebenso forderte er seine Schüler auf, ihm nicht zu glauben) und selbst nach Wissen zu streben.
Durch die Verwendung der altertümlichen Schreibweise Magick weist Crowley auf die sexualmagischen und tantrischen Ansätze seines Systems hin. Wesentliche Bedeutung für den Begriff Magick hat das Liber AL vel Legis, das Crowley nach eigenen Angaben von Aiwass diktiert wurde.

## Belege
1. ↑  Order of the Nine Angles: NAOS: A Practical Guide to Modern Magick. Edited with an introduction by Michael W. Ford.
2. ↑  A Brief Order of Nine Angles Glossary https://templvm-carnis.de/data/library/Order%20of%20Nine%20Angles%20-%20A%20Brief%20Order%20of%20Nine%20Angles%20Glossary.pdf
3. ↑  Selling Water by the River. In: Fenrir No. 6, 100yf (1989) https://templvm-carnis.de/data/library/Order%20of%20Nine%20Angles%20-%20Selling%20Water%20by%20the%20River.pdf
4. ↑  The Magickal Art of The Deofel Quartet: A Basic Introduction https://templvm-carnis.de/data/library/intro_deofel.pdf
5. ↑  The Quintessence of Satanism, 1989 https://www.templvm-carnis.de/data/library/Order%20of%20Nine%20Angles%20-%20The%20Quintessence%20of%20Satanism.pdf ‘the novice begins hermetic magickal workings with the intent of (i) gaining experience in and mastery of such magick; (ii) garnishing from these beginnings a certain self knowledge [qv. “Naos”]’
6. ↑  The Nine Angles Rite https://templvm-carnis.de/data/library/The%20Nine%20Angles%20Rite.pdf